# Modo de representación primitivo
El Modo de Representación Primitivo o MRP será el lenguaje aplicado durante el nacimiento del cine. Este lenguaje será muy simple y va a tomar una perduración hasta la aparición de la ideología de la Escuela de Brighton, donde se empieza a romper con las ideas de las películas del comienzo al experimentar con el lenguaje cinematográfico.
Este tipo de lenguaje cinematográfico se mujer debido a la tecnología que se desarrolló durante los inicios. Debido a la fabricación del celuloide era imposible la utilización de bobinas de rollos largos, por lo tanto las películas eran cortas.
Todo esto generó que los cinematógrafos tuvieran que utilizar una manecilla que hacía pasar la película en un ritmo de 14 a 16 fotogramas por segundo. Por lo tanto podemos decir que la evolución del discurso cinematográfico está totalmente relacionado con los desarrollos técnicos de los dispositivos utilizados.

## Características
Las características principales, ya sean técnicas o teóricas, de este tipo de lenguaje cinematográfico se puede resumir en estos puntos que encontramos a continuación:
- Luz plana: todos los planos están iluminados del mismo modo, puesto que hay una luz vertical que ilumina el plano.
- Películas en blanco y negro y mudas
- Carácter centrífugo de la imagen: no hay un centro definido.
- Utilización generalizada del telón de fondo pintado.
- Carácter fijo de la imagen y conservación del plano general.
- Autarquía de los planos: no hay vínculo entre los planos, cada plano es autosuficiente, y tampoco hay noción de profundidad de campo.
- Conservación del plano de conjunto, lejos del actor como un cuadro.
- Presencia de un comentarista o acompañamiento musical
- Existentència el plagio (piratería de temas, de estilo...)
- Finales no clausurados

A pesar de que estos sean los elementos más representativos dentro del Modo de representación primitivo hay que decir que siempre se podrán encontrar otras características significativas dentro de la producción cinematográfica de cada director de la época. Pero estos puntos nos permiten tener una buena idea del qué entendemos por MRP.

## La crisis del MRP
Después de la producción de films muy importantes para la historia del cine el MRP entrará en una crisis en el momento que a la Escuela de Brighton empiecen a aparecer personajes con actitud reivindicativa. A pesar de que estos personajes de la Escuela de Brighton todavía se encuentran dentro del MRP hay una serie de investigaciones experimentales que los hacen ser los más avanzados de la época.
Algunas de las producciones cinematográficas más importantes y que se pueden ver estos pequeños cambios que supondrán un salto de era, son:
- The Miller and the Sweep (1898): se juega con el fuera de campo.
- Mary Jane’s Michap (1903): se introducen diferentes planos.
- The Big Swallow (1901): se utilizan diferentes planos.

## Aparición del MRI
Este nuevo modelo representativo adopta el nombre de "Modos de representación institucional" puesto que el lenguaje cinematográfico se convierte en la norma y se instituye. A medida que el MRP se deja de aplicar esta manera de hacer invadirá las producciones de los directores de la época.

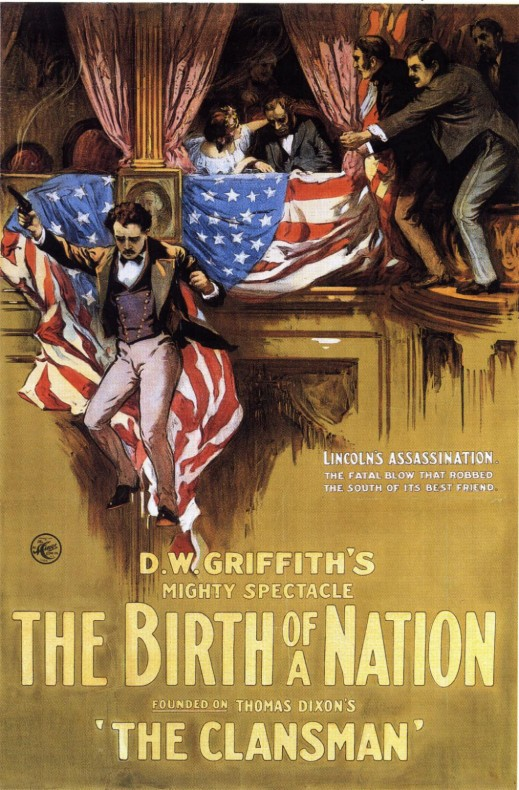
Cartel publicitario de la película El nacimiento de una nación D. W. Griffith.

La primera gran película considerada que pertenece a los Modos de representación institucional es del gran director D. W. Griffith y es denominada El nacimiento de una nación, realizada durante el año 1914. Esta explica un gran relato histórico de carácter melodramatico pero con una historia de amor central. Las innovaciones que se pueden ver son:
- Juego de planos
- Fuera de campo
- Plano-contraplano
- Introducción de elementos sentimentales y melodramáticos
- Profundidad de campo
- Narración continua, se destroza la autarquía de planos
- Movimientos de cámara
- Voluntad de autor
- Desequilibrio en la imagen
- Vacío del plano
- Flashbacks
- Presencia de foco y luz artificial.
- Montaje paralelo

## Directores
- Hermanos Lumière
- Alice Guy Blaché
- Georges Méliès

## Películas
- El Arrivée de un train en gare de La Ciotat (1895)
- La salida de los obreros de la fábrica (1885)
- Sage-femme de première clase (1902)
- Los resultados lleva feminismo (1906)
- Le Voyage dans la Lune (1902)
- El Homme à la tête de caoutchouc (1901)